# История приключений Джозефа Эндруса и его друга Абраама Адамса
«История приключений Джозефа Эндруса и его друга Абраама Адамса» (англ. The History of the Adventures of Joseph Andrews and of his Friend Mr. Abraham Adams) или просто «Джозеф Эндрус» — роман английского писателя Генри Филдинга, впервые опубликованный в 1742 году. Считается первым из зрелых произведений автора.

## Сюжет
Главный герой романа — благочестивый молодой человек Джозеф Эндрус, влюблённый в служанку Фанни Гудвилл. Та отвечает ему взаимностью, но на пути влюблённых возникают разнообразные преграды. Джозефа пытается соблазнить его хозяйка, леди Буби; потерпев неудачу, она его увольняет. Джозеф направляется в сельское поместье Буби, где живёт Фанни, а в пути случайно встречает своего старого друга — пастора Абраама Адамса, отличающегося добротой, простодушием и рассеянностью. Дальше герои едут вместе, переживая всевозможные (по большей части комические) приключения. При этом Адамс постепенно выходит на передний план.
Приехав в поместье, Джозеф снова сталкивается с леди Буби. Племянник последней к тому моменту женится на сестре Джозефа Памеле, и леди Буби начинает думать, что может выйти за бывшего лакея, а потому пытается разлучить его с Фанни. Вскоре выясняется, что Джозеф в действительности сын помещика Уилсона, а Фанни — дочь Эндрусов, которых он считал своими родителями до этого момента. Благодаря этому героям удаётся, наконец, пожениться.

## Создание и оценки
Филдинг задумал свой роман как пародию на «Памелу» Ричардсона, для которой характерен сентиментально-дидактический стиль. Джозеф — брат Памелы, служащий лакеем в богатом доме и сталкивающийся с разными трудностями из-за своих высоких добродетелей. Однако роман перерос пародийные рамки после того, как автор ввёл в роман второго центрального персонажа — Адамса. Работа над книгой началась в декабре 1741 года, сразу после выхода второго тома «Памелы» (ради этого Филдинг прервал написание «Путешествия в загробный мир и прочего»), и уже в феврале 1742 года «Джозеф Эндрус» был опубликован. Таким образом, он стал одним из первых больших прозаических произведений Филдинга, до 1737 года занимавшегося исключительно драматургией.
В этом романе Филдинг провозглашает себя творцом нового литературного жанра, «комического эпоса в прозе», причём под комическим началом он имел в виду реалистическое изображение обыденной жизни. Новый жанр писатель противопоставил и барочному пасторально-историческому роману XVII века и сентиментально-семейному роману ричардсоновской школы. Он открыто называет себя подражателем Сервантеса, но при этом видит в «Дон Кихоте» существенные недостатки и старается более рационально выстраивать сюжет, давать детальную психологическую мотивацию всем действиям своих героев.
«Джозеф Эндрус» имел коммерческий успех, благодаря чему Филдинг смог издать годом позже сборник «Смешанные сочинения». Литературоведы последующих эпох считают этот роман первым из зрелых прозаических произведений автора, наиболее весёлым и жизнерадостным из его романов.
В 1977 году Тони Ричардсон снял по мотивам романа фильм «Джозеф Эндрус».